# 安政遠足
安政遠足（あんせいとおあし）は、1855年（安政2年）、安中藩主板倉勝明が藩士の鍛錬のため、藩士96人に安中城門から碓氷峠の熊野神社まで走らせた徒歩競走。
この時の時間や着順は、1955年（昭和30年）に熊野神社社家・曽根家から発見された『安中御城内御諸士御遠足着帳』に記されている。これは走者に意義を持たせることが目的で、順位やタイムは重要視されていなかった。同記録によると、安政2年5月19日から6月28日にかけて、安中藩士を数人ずつのグループに分けて1日1グループずつ熊野神社まで往復させた。神社で藩士は初穂料を納めて餅や切り干し大根を振る舞われている。走った藩士の数は98名で、2名が2度走っているため実参加者数は96名である。板倉勝明は「遠馬」をしてコースを下見した上で5月11日に実施要綱を示しており、それによれば参加対象者は50歳以下の藩士で、碓氷関所や碓氷峠で到着時刻を記した書付を貰うこととなっており、足痛などによる遅延は構わないが内緒で馬や駕籠で帰着した者には処分があることが定められている。
安政遠足は、日本におけるマラソンの発祥といわれ、安中城址には「安中藩安政遠足の碑」と「日本マラソン発祥の地」の石碑が建てられている。
当時は碓氷峠で中間ラップが聞かされた。峠を越えた後は登山道に入り、総走行距離は30キロメートル程度ながら最終的にスタートとゴールの標高差は1000メートル以上ある。

## 安政遠足侍マラソン
1975年（昭和50年）からは「安政遠足 侍マラソン」が安政遠足保存会及び安中市の主催により毎年5月に開催されている。
仮装をしながら走れることが特徴であり、毎年参加者の半数以上はなんらかの仮装をしているという。しかし、それゆえ東日本大震災が起こった2011年（平成23年）は不謹慎であるという理由で大会は中止になった。
また、2021年（令和3年）5月30日に開催予定だった第47回安政遠足侍マラソン大会は新型コロナウイルスの感染拡大により中止となった。

## 安政遠足を題材とした作品

### 小説
- 幕末まらそん侍（2014年、土橋章宏）

### 映画
- まらそん侍（1956年、森一生監督）
- サムライマラソン（2019年、バーナード・ローズ監督）：上記の小説をもとにした映画[5]。

### テレビ
- タイムスクープハンター「風になれ!マラソン侍」（2011年6月30日、NHK総合）[6]